# Acharipallam
Acharipallam is een panchayatdorp in het district Kanniyakumari van de Indiase staat Tamil Nadu. 

## Demografie
Volgens de Indiase volkstelling van 2001 wonen er 12.743 mensen in Acharipallam, waarvan 50% mannelijk en 50% vrouwelijk is. De plaats heeft een alfabetiseringsgraad van 82%. 